# Enrique de Malaca
Enrique de Malaca o de Moluca, també conegut com a Enrique el Negro (nascut ca. 1495), fou un intèrpret, esclau de Fernando de Magallanes i possiblement, juntament amb el seu amo, la primera persona a circumnavegar el globus.
S'ignora si Enrique era natural de Sumatra (a Indonèsia), de Malaca (a Malàisia) o de l'illa de Cebu (a les Filipines). La font principal sobre la seva vida, Antonio Pigafetta, el cronista de Magallanes, no ho indica amb exactitud. Autors posteriors han suggerit diverses teories, el novel·lista malai Harun Aminurashid el considera natural de Malàisia i l'anomena Panglima Awang en les seves novel·les històriques. Es discuteix també si realment va fer la volta al món, tornant el 1521 a les Filipines, abans que Sebastián Elcano acabés la seva el 1522 a Espanya.

## Origen
Enrique va ser capturat a Sumatra el 1511. D'acord amb les estimacions del seu propietari, Fernando de Magallanes, tindria aleshores entre 12 i 18 anys. Magallanes es trobava a l'arxipèlag de les Moluques en una expedició sota el comandament de Diego Lopez Sequeira i d'Alfons d'Albuquerque, com a part de la colonització portuguesa de parts de Malàisia i d'Indonèsia.
Duarte Barbosa esmenta que hi havia una comunitat de comerciants, treballadors i mercenaris filipins en l'època en què Magallanes va adquirir Enrique. Sent poc probable que els nadius musulmans malais venguessin un esclau de la seva pròpia religió a un cristià, s'estima més probable que Enrique provingués de la colònia filipina. L'historiador Laurence Bergreen registra el baptisme d'Enrique el 1511, l'any de la seva captura.
Enrique va acompanyar Magallanes al seu retorn a Europa, cosa que constituiria la primera part de la seva hipotètica volta al món.

## El viatge
Quan Magallanes va partir el 1519 amb l'encàrrec de la Corona espanyola de buscar un pas per franquejar el Nou Món i arribar a les Moluques per la ruta occidental, va portar amb ell Enrique. Segons les cròniques de Pigafetta, en arribar a les illes de Samar i Cebu, a les Filipines, Enrique no va poder comunicar-se amb els locals. En aproximar-se a una altra illa, una petita embarcació es va acostar a les naus espanyoles. Descoratjat pels seus fracassos anteriors, Enrique no va pensar que l'entendrien. Per la seva sorpresa, la seva salutació en malai va trobar resposta.
Els tripulants de la petita embarcació es van negar a pujar al vaixell de Magallanes, però al baixar aquests a la segona illa, que va rebre el nom de Mazzaua, Enrique va comprovar que es podia comunicar fluidament amb ells. La sorpresa de l'intèrpret es devia en part a la seva ignorància que, després de dotze anys, havia tornat al seu punt d'origen. Amb l'excepció del mateix Magallanes, que havia visitat amb anterioritat les Índies Orientals, els tripulants espanyols -entre ells Elcano- tenien encara milers de quilòmetres per recórrer abans d'acabar la seva volta al món.

## Mort de Magallanes
El 27 d'abril de 1521 va morir Magallanes en combat amb els nadius dirigits per Lapu-Lapu a la batalla de MACT, a les Filipines. D'acord amb al testimoni de Pigaffetta, Magallanes havia disposat la manumissió d'Enrique a la seva mort. No obstant això, el nou comandant, Duarte Barbosa, es va negar a concedir-li-la.
Barbosa, tot i sospitar d'Enrique, a qui va tractar durament, necessitava els seus serveis com a intèrpret. El va enviar, per tant, en missió al rajà Hamubon, el cap o Datu de Cebú. Se suposa que Enrique va suggerir a Hamubon la idea de convidar els espanyols a un banquet per poder desfer-se'n amb facilitat. En qualsevol cas, la invitació va tenir lloc. Al voltant de trenta espanyols hi van anar i van ser morts, amb l'única excepció de Juan Serrano, a qui els seus companys van abandonar a la platja tot i la seva petició d'auxili. Debilitats per les seves pèrdues, els espanyols haurien després abandonat una de les seves naus. Pigafetta, que havia pres notes de l'idioma, va servir des de llavors com a intèrpret. S'ignora la sort posterior d'Enrique, encara que se sap que va sobreviure a la batalla.